# 앙드레 네롱
앙드레 네롱(프랑스어: André Néron, 1922–1985)은 프랑스의 수학자다. 타원 곡선과 아벨 다양체를 주로 연구하였다.